# Bemlos foresti
Bemlos foresti is een vlokreeftensoort uit de familie van de Aoridae. De wetenschappelijke naam van de soort is voor het eerst geldig gepubliceerd in 1966 door Mateus & Mateus.